# Acianthera herzogii
Acianthera herzogii là một loài thực vật có hoa trong họ Lan. Loài này được (Schltr.) Baumbach mô tả khoa học đầu tiên năm 2007.